# Formosia solomonicola
Formosia solomonicola är en tvåvingeart som beskrevs av Baranov 1936. Formosia solomonicola ingår i släktet Formosia och familjen parasitflugor. Inga underarter finns listade i Catalogue of Life.